# Большое Минью
Большое Минью — городская агломерация в Португалии, включающая в себя город Брага и прилегающие к нему промышленные города-спутники. Около 900 000 человек, по оценке 2018 года. Данная агломерация обладает определённой административной автономией.
В Большое Минью входят следующие муниципалитеты:
1. Амареш
2. Барселуш
3. Брага
4. Виейра-ду-Минью
5. Визела
6. Вила-Верде
7. Вила-Нова-де-Фамаликан
8. Гимарайнш
9. Кабесейраш-де-Башту
10. Повуа-де-Ланьозу
11. Терраш-де-Бору
12. Фафе